# 雅诗阁
雅诗阁（英語：The Ascott）是凯德集团旗下酒店品牌和全资子公司。

## 历史
1984年8月14日成立于新加坡，2005年11月22日成立雅诗阁公寓信托。2008年4月28日成为凯德集团旗下全资子公司，截至2020年在全球30多个国家180多个城市有酒店业务。